# Nemacheilus starostini
Nemacheilus starostini és una espècie de peix de la família dels balitòrids i de l'ordre dels cipriniformes.
És un peix d'aigua dolça i de clima temperat.
Es troba a una cova dels turons Kugitang (el Turkmenistan).
És força susceptible a qualsevol pertorbació ambiental o contaminació de l'aigua.